# King (песня Florence and the Machine)
«King» — песня британской инди-рок-группы Florence and the Machine. Она была выпущена 23 февраля 2022 года на лейбле Polydor Records в качестве ведущего сингла из пятого студийного альбома группы Dance Fever (2022). Песня была написана и спродюсирована Флоренс Уэлч и Джеком Антоноффом. Поп-рок баллада с сильным басом, песня обсуждает конфликт Уэлч в выборе между карьерой и созданием семьи, а также гендерные ожидания женщин в обществе.
Песня «King» была высоко оценена музыкальными критиками за её тематику и композицию, некоторые из них назвали песню главным событием в карьере. Режиссёром клипа на песню «King» стала Отумн де Уайлд, в котором снялись Уэлч, Джек Риддифорд, Александр Антофий, бэк-танцоры и оркестр. Песня была номинирована на 65-ю ежегодную премию «Грэмми» в категории «Лучшее исполнение альтернативной музыки».

## Предыстория и релиз
21 февраля 2022 года поклонники группы получили по почте карту таро в средневековом стиле, на которой была изображена Флоренс Уэлч в одежде эпохи. На карте было написано слово «King», а на обратной стороне каждого конверта — надпись «Florence + the Machine — Chapter 1». В тот же день в Лондоне появились цифровые рекламные щиты, на которых была изображена та же фотография Уэлч, что и на карте. На сайте группы также появились пятнадцать карт таро, на первой из которых был изображён дизайн почтового отправления. Песня «King» была выпущена в цифровом формате 23 февраля 2022 года в качестве лид-сингла Dance Fever.

## Композиция
Музыкальные критики охарактеризовали «King» как поп-рок-балладу. Трек начинается со сдержанного вокала и минимального набора инструментов на фоне сильной басовой линии. На трёхминутной отметке песня достигает оркестрового крещендо. Это было описано как «монументальная барабанная пауза […] за которой последовал громовой удар её группы».
В тексте песни Уэлч рассказывает о своём внутреннем конфликте между творчеством и созданием семьи. В интервью Vogue, опубликованном в апреле 2022 года, Уэлч описывает эти противоречия: «Суть песни в том, что ты разрываешься между двумя этими понятиями. Я всегда была уверена в своей работе, но я начинаю чувствовать смену приоритетов, ощущение того, что, возможно, я хочу чего-то другого». «King» затрагивает более универсальную тему гендерных ожиданий, в частности, общественных ожиданий в отношении женственности. Жертвы, на которые приходится идти женщинам, выбирая между семьёй и карьерой, — основная тема трека. В песне Уэлч повторяет припев: «Я не мать. Я не невеста. Я король».

## Оценка критиков
Как песня, так и клип на неё были хорошо приняты критиками, которые высоко оценили её тематику и композицию. Тайлер Голсен из журнала Far Out Magazine высоко оценил инструментальную аранжировку и музыкальную композицию, назвав её «гимнической и оперной». Элиза Саутар в рецензии для Paste положительно оценила постепенное нарастание композиции Florence + the Machine нсравнив её с High as Hope. В рецензии Gigwise на Dance Fever Люси Харброн высоко оценила «King» и назвала её одной из лучших песен группы.
Ханна Дейли из Billboard отметила, что «клип такой же динамичный, как и песня, которая перемещается между мягкими, задумчивыми моментами и ревущими, гимническими релизами». Мэтт Моэн, написавший для Paper, описал клип как «фильм Суспирия, смешанный с мистическим триллером Колдовство». Написав рецензию для The Guardian, Майкл Крэгг назвал «King» двенадцатой лучшей песней группы. Журнал Grazia назвал песню «феминистским гимном 2022 года». В рецензии на альбом Нил З. Йенг, написанной для AllMusic, отметил «King» как одну из песен, в которой «самые сильные тексты и личные прозрения в альбоме». В статье для The Daily Telegraph говорится: «Претензия на мужской царственный титул звучит одновременно трансгрессивно и радостно смешно».
Песня «King» была номинирована на 65-ю ежегодную премию «Грэмми» в категории «Лучшее исполнение альтернативной музыки».
Песня получила Премию Айвора Новелло (Ivor Novello Award) за лучшую музыкально-лирическую композицию в четверг 18 мая 2023 года в Лондоне.

## Музыкальное видео
Режиссером клипа на песню «King» выступила Отумн де Уайлд, а хореографом — Райан Хеффингтон, оба из которых сотрудничали с Florence and the Machine при создании их прошлых клипов. Клип был выпущен в тот же день, что и сингл, на YouTube-канале группы. Частично клип был снят на Украине незадолго до вторжения России в феврале 2022 года, а его производством занимались Anonymous Content и Radioaktive Film. Оператором клипа выступил Джейми Фелиу-Торрес, а визуальными эффектами занимались Денис Рева и Framestore.
В клипе Уэлч изображена задрапированная в королевские пурпурные одеяния, парящей вокруг персонажа, которого играет английский актёр Джек Риддифорд. Героиню Уэлч сопровождают придворные, названные «Кружевными монстрами», которые «танцуют за ней и кружатся в ликовании, а оркестр [указанный как „Оркестр призраков“] парит в подвешенном состоянии». Александр Антофий также исполняет роль «The Henchman», таинственного персонажа, который, по-видимому, способствует некоторым действиям, совершаемым персонажем Уэлч. По словам Уэлч, во время создания Dance Fever она проецировала фильмы ужасов на стену, что послужило вдохновением для таких песен, как «King».

## Чарты
| Чарт (2022)                                  | Высшая позиция |
| -------------------------------------------- | -------------- |
| Великобритания (UK Singles Chart)            | 54             |
| Ирландия (IRMA)                              | 37             |
| Новая Зеландия (RMNZ)                        | 11             |
| США (Billboard Hot Rock & Alternative Songs) | 21             |